# 11th Hour Racing-Mālama
Cet article concerne un Imoca mis à l'eau en 2021. Pour 11th Hour Racing-Alaka'i, mis à l'eau en 2015, voir Hugo Boss (IMOCA, 2015).
11th Hour Racing-Mālama de son nom de baptême (appelé parfois 11th Hour Racing Team) est un voilier de la classe Imoca, mis à l’eau le 9 août 2021 pour l'équipe américaine 11th Hour Racing et son skipper Charlie Enright. Il est le premier Imoca conçu spécialement pour disputer une course en équipage, en l'occurrence The Ocean Race. Il est le second bateau du 11th Hour Racing Team, s'ajoutant à l'Imoca 11th Hour Racing-Alaka'i, mis à l'eau en 2015. Le 29 juin 2023, il remporte la course autour du monde The Ocean Race.
En juillet 2023, racheté par le groupe Dubreuil pour le Groupe Dubreuil Sailing Team et son skipper Sébastien Simon, il devient Groupe Dubreuil. Le 17 janvier 2025, barré par Simon, il termine à la troisième place du Vendée Globe.
En mai 2025, il est racheté par l'équipe Canada Ocean Racing du skipper canadien Scott Shawyer, et devient Emira IV.

## Historique

### Contexte

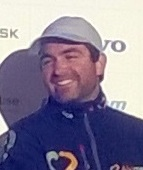
Charlie Enright.

Le skipper américain Charlie Enright et le CEO de son équipe, Mark Towill, courent les éditions 2014-2015 et 2017-2018 de la Volvo Ocean Race, course autour du monde par étapes, sur monocoque, en équipage. Tous les bateaux engagés dans l'épreuve, des monotypes VO65 embarquant neuf marins, ont été construits pour ces deux éditions seulement. On prévoit de les remplacer dans le prochain tour du monde — qui va devenir The Ocean Race — par des Imoca, prototypes conçus pour la navigation en solitaire, notamment pour le Vendée Globe.
Voulant disputer l'épreuve une troisième fois, l'équipe d'Enright et de Towill achète fin juin 2019 un Imoca, le sixième Hugo Boss d'Alex Thomson, un plan Guillaume Verdier-VPLP mis à l'eau en 2015,. Il s'agit de se familiariser avec la navigation sur ce type de foiler très complexe. 1 Degree, l'équipe fondée par Enright et Towill, prend le nom de son sponsor principal, 11th Hour Racing, organisation basée à Newport, dans le Rhode Island,. Le bateau devient 11th Hour Racing. Le Français Pascal Bidégorry rejoint l'équipe en tant que co-skipper, en vue du Défi Azimut et de la Transat Jacques-Vabre.

### Le nouveau bateau
En même temps, un projet de bateau neuf est lancé. L'architecte choisi est Guillaume Verdier.  Durant l'hiver 2019, la fabrication des moules de coque et de pont commence. Au printemps 2020, les moules arrivent sur deux sites de CDK Technologies, à Port-la-Forêt et à Lorient. La coque est démoulée à la fin de l'année. Les foils, dessinés par Guillaume Verdier, sont également fabriqués chez CDK.

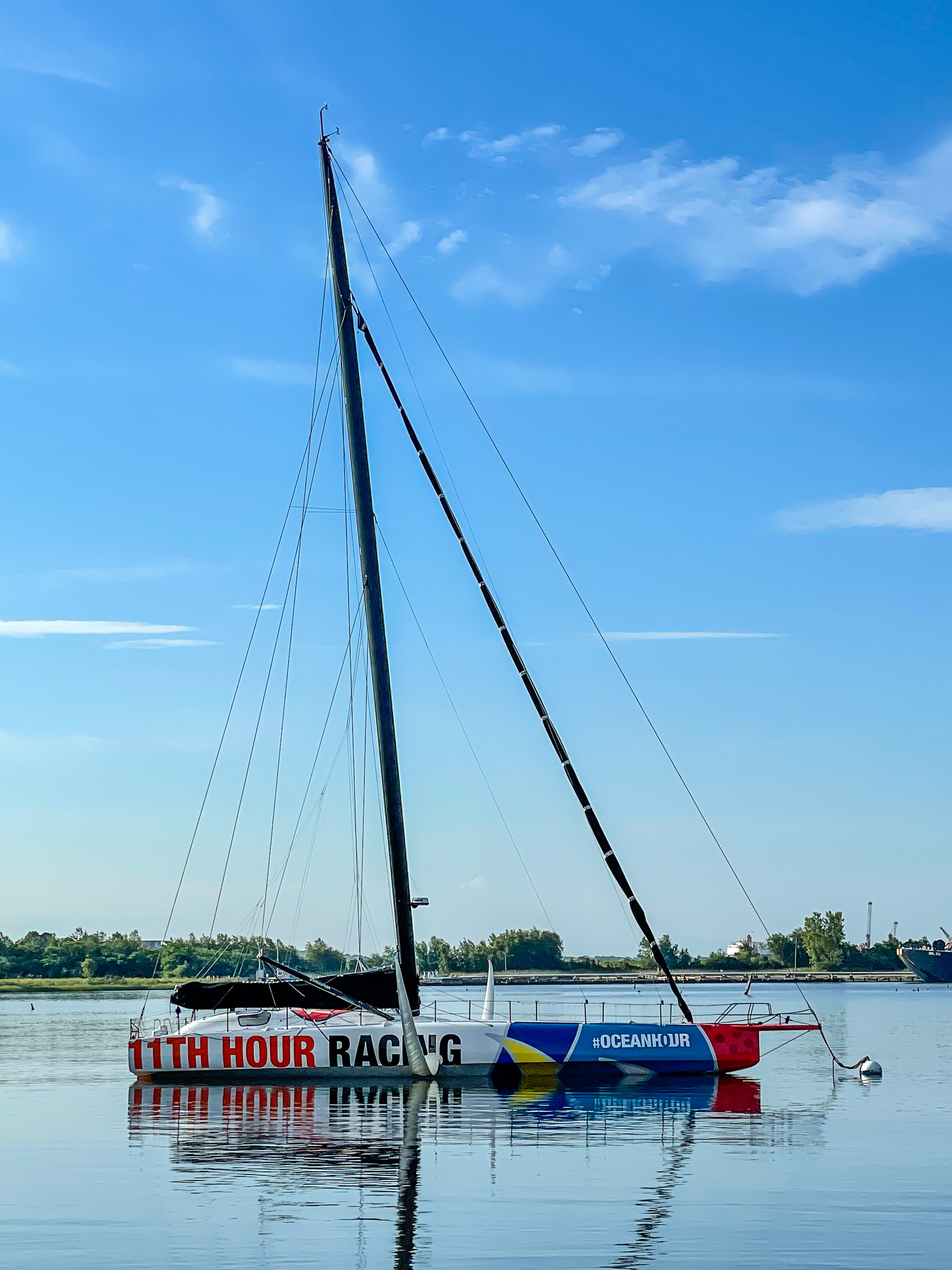
Hour Racing-Mālama
à Providence (Rhode Island), en 2022.

En juin 2021, une fois la coque et le pont assemblés à Port-la-Forêt, les techniciens de Mer Concept, la structure de François Gabart, se joignent à l'équipe de CDK,,. 
Le bateau est mis à l'eau à Port-la-Forêt le 9 août 2021. Son port d'attache va être Newport.
Son nom de course va être 11th Hour Racing, comme celui de l'autre Imoca de l'équipe. Pour distinguer les deux bateaux, on les dote en plus de noms hawaïens : le 13 septembre, le bateau de 2015 est baptisé 11th Hour Racing-Alaka'i et celui de 2021 11th Hour Racing-Mālama. Alaka'i est confié à Justine Mettraux et Simon Fischer pour un programme de courses sur le deuxième semestre,. Puis il est vendu à Benjamin Dutreux.
En juillet 2023, après The Ocean Race, 11th Hour Racing-Mālama est racheté par Sébastien Simon, avec l'appui du Groupe Dubreuil, en vue du Vendée Globe 2024. Il devient Groupe Dubreuil-Les Sables-d'Olonne-Vendée.

## Caractéristiques
11th Hour Racing est « polyvalent et homogène ». Il répond aux normes de la classe Imoca (longueur 18,28 m, tirant d'air 29 m, etc.) Il a une largeur de 5,50 m et une longueur de flottaison de 17,50 m.
C'est un bateau que Pascal Bidegorry trouve « plus puissant et plus engagé » que les Imoca de la précédente génération, et « hyper-violent ».

### Différent des autres Imoca
Les Imoca sont destinés avant tout au Vendée Globe, tour du monde en solitaire, sans escale, où le skipper doit se ménager des plages de repos. 11th Hour Racing est différent des autres Imoca, explique Bidégorry, car, ayant été conçu pour The Ocean Race, épreuve avec escales et en équipage de quatre marins, il ne fait « aucun compromis sur la puissance et la vitesse […] La seule idée est d'envoyer la puissance. Du coup, quand le bateau accélère, ça pousse, c'est impressionnant : tu passes de 20 à 35 nœuds en un claquement de doigts ! »

### Carène

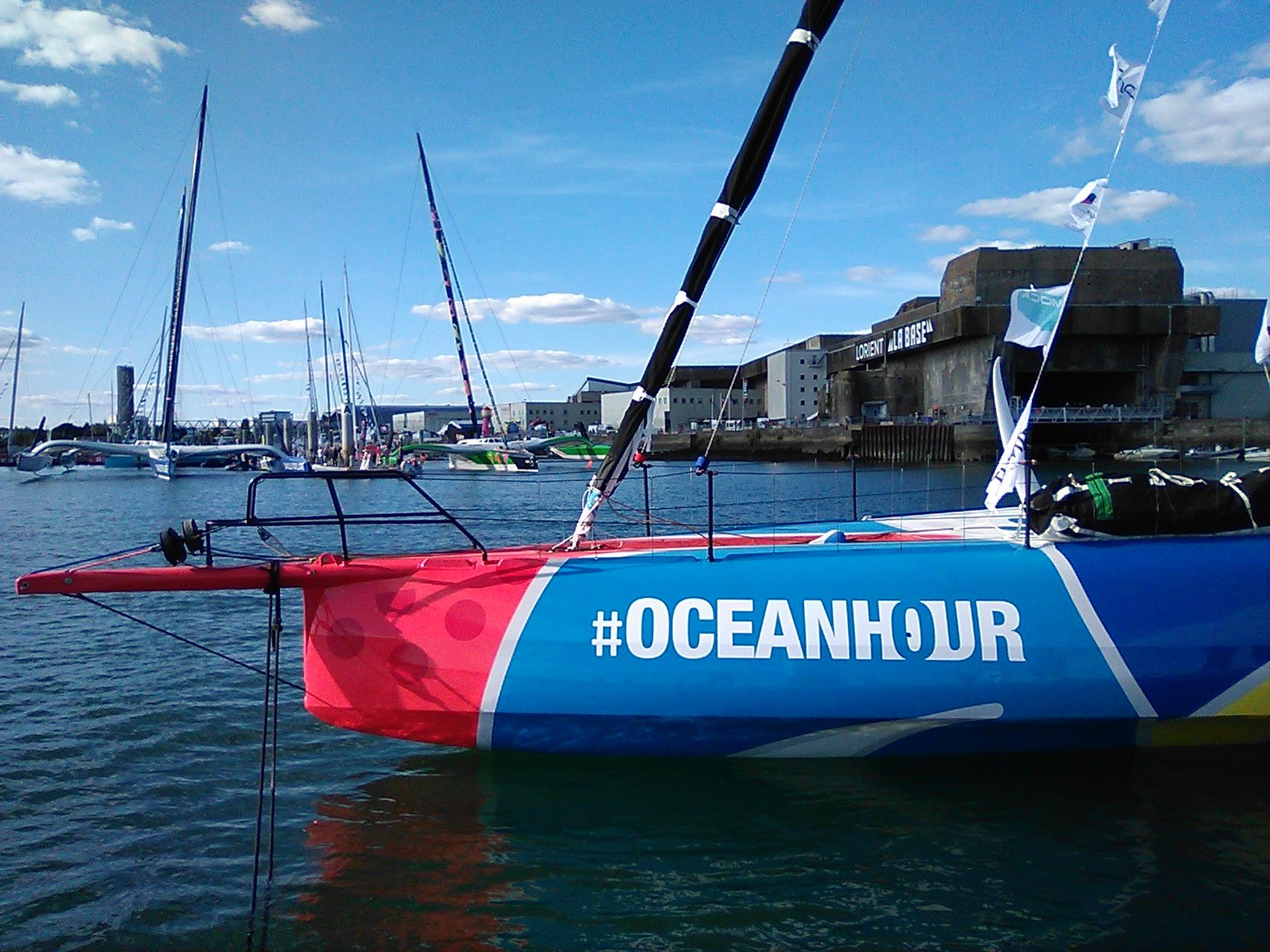
L'étrave de Hour Racing.

« Par rapport à la dernière génération, dit Bidégorry, c’est un bateau beaucoup plus basé sur la puissance, au niveau de la carène. » Celle-ci est dotée d’une étrave de type scow, c'est-à-dire arrondie, et d’un bouchain prononcé. Il s'agit d'éviter l'enfournement, de maintenir l'étrave le plus possible hors de l'eau lors d'une navigation portant VMG — tout en gardant une ligne de flottaison maximale, qui garantit des performances à la fois dans les transitions, dans les vents légers et au reaching.

### Foils

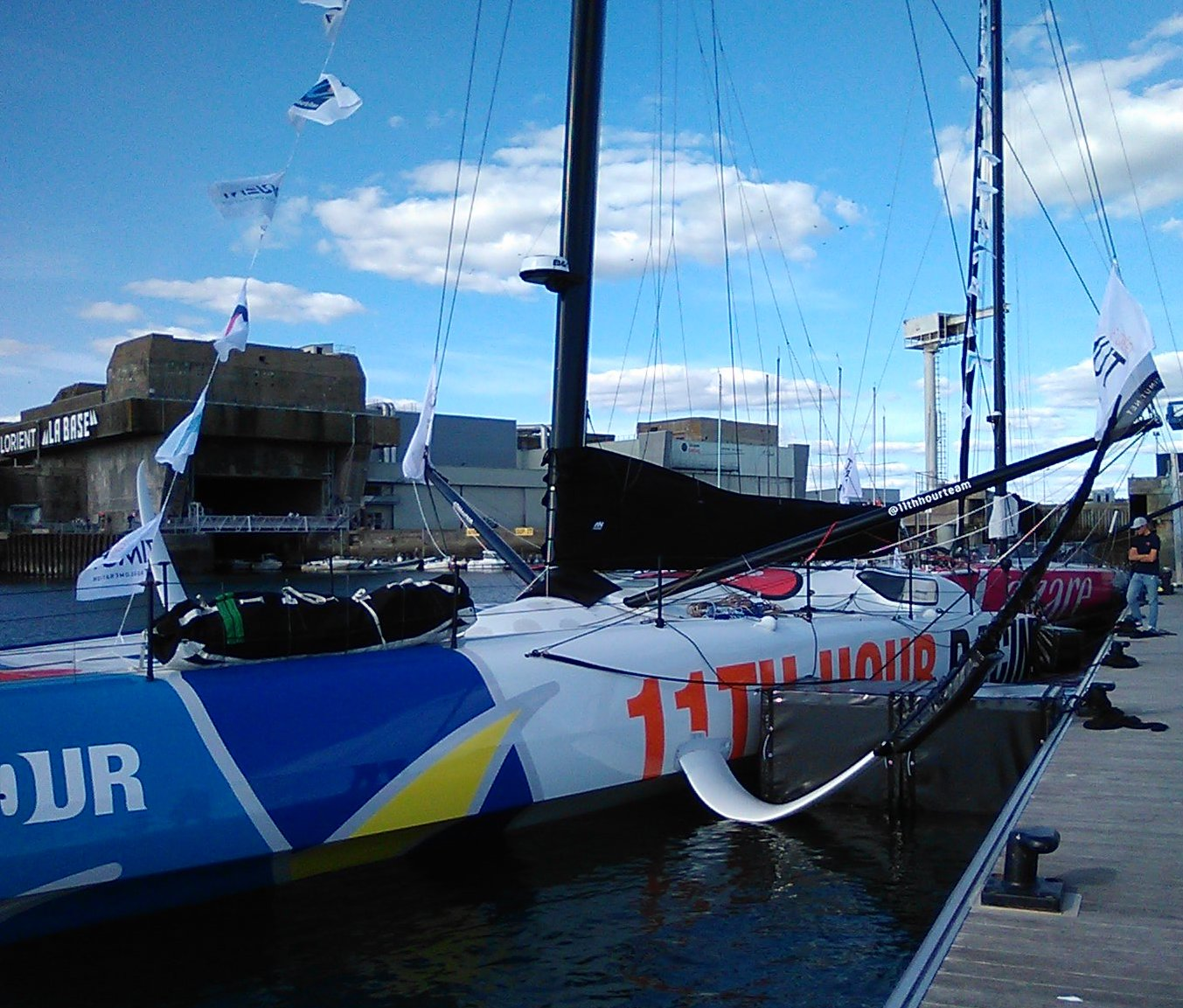
Hour Racing au Défi Azimut 2022.

Les tout premiers foils dont est doté 11th Hour Racing sont très grands et puissants. Ce qui signifie « qu'ils poussent très fort très tôt ». Ils sont positionnés un peu plus haut que sur un bateau comme Apivia, ce qui permet de les rétracter un petit peu plus, de façon à ce qu'ils soient hors de l'eau lorsque le bateau est à plat. Mais, surtout, le tip (la partie immergée) est très long : le foil rentre plus tôt dans l'eau, le bateau prend de la vitesse plus tôt. « Même dans le petit temps, dit Bidégorry, même si on ne décolle pas, on accélère. Le profil du foil évite la cavitation, la ventilation, des effets perturbants de la performance. Et, au travers, il envoie ! »
Mais cette première paire de foils a été mise au point pour tirer un maximum d'enseignements au niveau de la performance, pour savoir si les marins arriveraient à « gérer l’instabilité du bateau malgré ce surplus de perf, afin de faire ensuite un bilan pour savoir si on a été trop loin ». Une deuxième paire de foils est prévue pour The Ocean Race.

### Cockpit
Premier Imoca conçu pour la navigation en équipage,, 11th Hour Racing a un cockpit plus spacieux que les autres, presque entièrement fermé. Les quatre marins peuvent s'y mouvoir et y travailler ensemble de manière efficace, avec plus de winches que n'en ont les autres Imoca,.

### Pont et superstructure
Le rouf est aérodynamique. Les passavants sont très étroits.

### Renforcement de la zone de tossage
Le bateau va être poussé plus qu'un bateau de navigateur solitaire. Aussi, pour pouvoir naviguer vite dans les conditions de vent fort, le fond est-il renforcé d'une structure supplémentaire dans la zone de tossage (slamming). Ce qui contribue à donner un bateau lourd (10 tonnes).

### Déplacement du poids mort
11th Hour semble avoir été conçu pour faciliter le matossage, qui consiste à optimiser l'assiette du bateau en déplaçant le matériel. Charlie Enright explique que l'on a beaucoup réfléchi à cette opération pour la faciliter non seulement de bâbord à tribord, mais aussi d'avant en arrière.

### Voiles
La surface de voilure est de 280 m2 au près et de 600 m2 au portant.

## Courses sous le nom de11th HourRacing

### Épreuves de préparation
En septembre 2021, 11th Hour Racing-Mālama, mené par Enright et Bidégorry, se classe 1er sur 14 dans les runs du Défi Azimut. En novembre, il court la Transat Jacques-Vabre. Enright et Bidégorry doivent y faire face à de nombreuses avaries, notamment le délaminage du carénage du voile de quille, et la perte de la drisse de tête. Ralenti, le bateau ne peut se mesurer à armes égales avec les autres concurrents. Il termine 13e sur 22 Imoca.
En juin 2022, skippé par Enright, 11th Hour Racing-Mālama dispute la Bermuda Race, course en équipage où il est le seul Imoca engagé. Il termine 2e en temps réel. En septembre, il est 1er sur 4 dans les 48 Heures en équipage du Défi Azimut.

### The Ocean Race 2022-2023
Le départ de The Ocean Race est donné le 15 janvier 2023, à Alicante. 11th Hour Racing Team mène dans le début de la première étape. Mais un duel de virements de bord, au sud de l'Espagne, tourne en faveur d'Holcim-PRB. Celui-ci parvient à garder la tête jusqu'à l'arrivée, à Mindelo. 11th Hour est 2e. Au Cap, il termine 3e de la 2e étape. Là, on détecte de gros dommages sur les deux foils. Le comité de course autorise leur remplacement,.

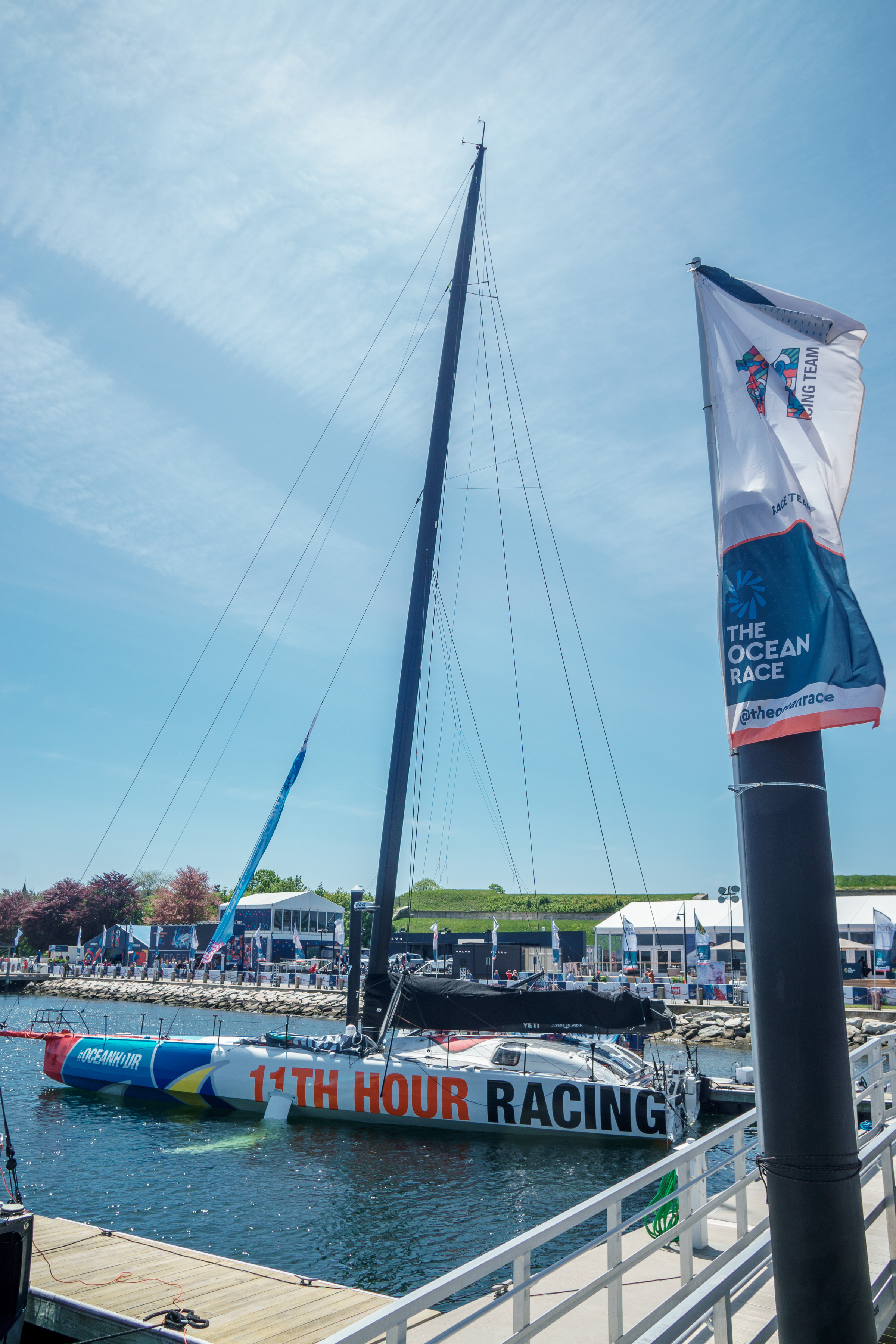
Hour Racing Team lors de The Ocean Race 2022-2023, à Newport, son port d'attache.

Dans la 3e étape, la plus longue, les avaries s'accumulent. Le 8 mars, on découvre que les deux safrans sont fissurés. Six jours plus tard, la grand-voile se déchire. La réparation paraissant impossible en mer, une escale est d'abord envisagée en Tasmanie ou en Nouvelle-Zélande. Finalement, l'équipage décide de continuer. À la porte de parcours 143° E, où des points sont attribués, 11th Hour Racing est 3e. Au terme de l'étape, à Itajaí, il est 3e. Au classement général, il descend de la 2e à la 3e place.
Le 10 mai, 11th Hour s'impose à l'arrivée de la 4e étape, à Newport, son port d'attache. Au classement général, il est 2e ex aequo avec Team Malizia, à un point du leader, Holcim-PRB. Le 29 mai, il enchaîne avec une victoire dans la 5e étape qui rapporte le double de points. Il vient de couvrir la distance Newport-Aarhus à la moyenne sur le fond de 21,9 nœuds. Au classement général, il est désormais en tête, un point devant Holcim-PRB. À La Haye, il remporte sa troisième victoire consécutive. Au classement général, il a maintenant deux points d'avance sur Holcim,.
Le 15 juin, la 7e et dernière étape commence par un parcours imposé en baie de La Haye, au cours duquel Guyot Environnement-Team Europe éperonne 11th Hour Racing, qui est tribord amures et par conséquent prioritaire,. Coque percée, 11th Hour revient au port. Le lendemain, il se retire de l'étape, et demande au jury une réparation en points. Le 18 juin, après trois jours de travaux, il reprend la mer afin de disputer à Gênes la dernière régate portuaire.
Le 29 juin, le jury lui accorde une réparation, non pas en points, mais en places, en tenant compte de la moyenne de ses classements dans les six premières étapes. Il est reclassé à la 2e place de la dernière étape. Avec 37 points au classement général, 11th Hour Racing Team remporte The Ocean Race 2022-2023, devant Holcim-PRB (34 points),. Le jour même, il arrive à Gênes.
Le 1er juillet, il y remporte la dernière régate portuaire. Au classement général des régates portuaires, il est également 1er, devançant Team Malizia de quatre points.

## Le bateau devientGroupe Dubreuil
En juillet 2023, 11th Hour Racing est vendu pour 5 millions d'euros au groupe Dubreuil, qui le confie au skipper vendéen Sébastien Simon,. Le bateau devient Groupe Dubreuil. Le groupe en est propriétaire. Il assume entièrement les frais de fonctionnement, qui sont d'environ 1,5 million par an. Ce qui correspond à peu près à la moitié du budget annuel d'une grosse équipe : le Groupe Dubreuil Sailing Team compte en effet deux ou trois fois moins d'équipiers (huit) que n'en compte un team huppé (20 à 25). Paul-Henri Dubreuil, PDG du groupe, ne souhaite pas s'engager dans The Ocean Race ni dans The Ocean Race Europe. Il estime qu'il n'y trouverait pas son compte en termes de retombées. Et le risque de casser le bateau lui paraît trop important.

## Courses sous le nom deGroupe Dubreuil

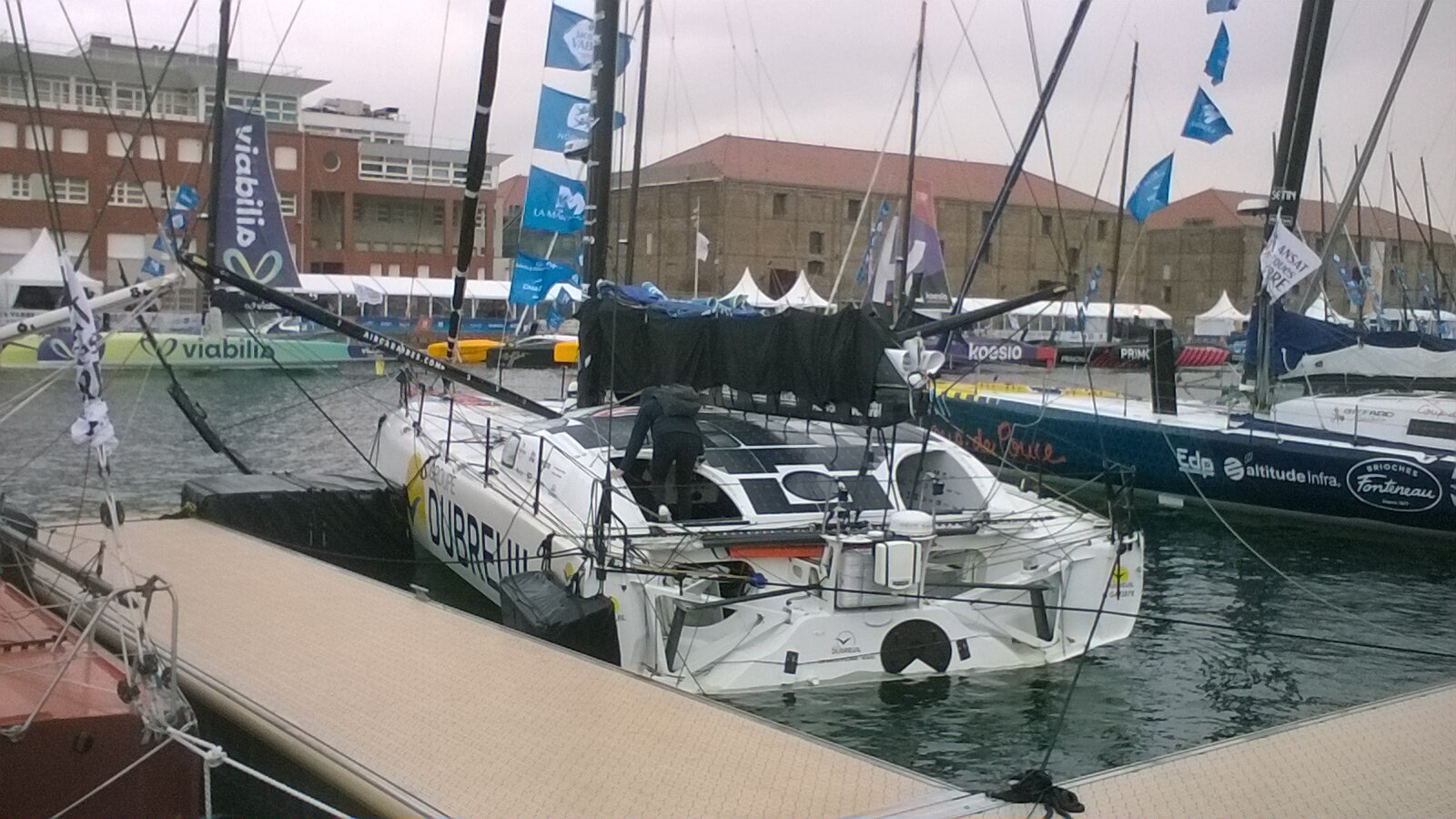
Groupe Dubreuil au Havre, avant le départ de la Transat Jacques-Vabre 2023.

Le 7 novembre 2023, mené par Simon et Iker Martínez, Groupe Dubreuil est au Havre, au départ de la Transat Jacques-Vabre. Dès le deuxième jour de course, le J3 se déchire. Le 11, à la latitude de Gibraltar, le duo prend une option ouest, plus courte, mais risquée, dans le sillage du Teamwork de Justine Mettraux et Julien Villion,. Le 12, à l'approche des Açores, Groupe Dubreuil est 2e. La grand-voile se déchire à son tour. Elle est très endommagée. Le 17, les deux marins réussissent à terminer les réparations sur la grand-voile, et à la hisser. Mais, dès le lendemain, elle se déchire à nouveau et ils ne l'établissent désormais que lorsque les conditions de vent s'y prêtent. Groupe Dubreuil arrive à Fort-de-France le 21 novembre en 18e position, sur 40 Imoca.

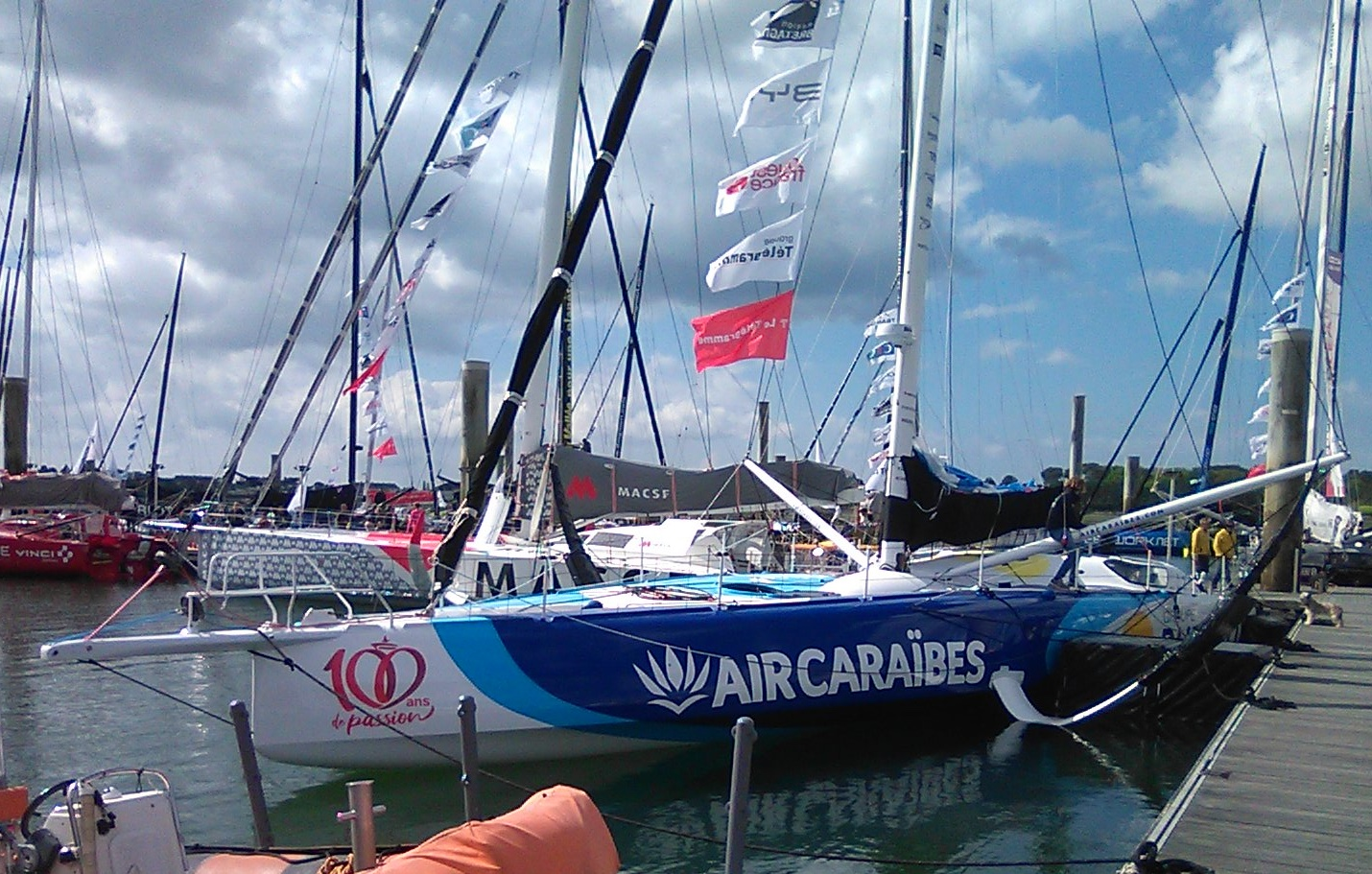
Groupe Dubreuil à Lorient, avant le départ de The Transat 2024.

Le 30 novembre, avec un nouveau J3 et une nouvelle grand-voile, Sébastien Simon prend le départ du Retour à la base, course en solitaire Fort-de-France-Lorient. Les ennuis vont s'accumuler. Le 6 décembre, dans un planté violent, le navigateur se fracture une vertèbre, se blesse à la tête et doit recoudre lui-même la plaie,. Le lendemain, des soucis d'énergie le contraignent à se dérouter vers les Açores. Le 8, à Lajes das Flores, un mécanicien local effectue la réparation. Groupe Dubreuil peut reprendre la mer. Le 12, à 10 milles de l'arrivée, il démâte. Il arrive à Lorient sous gréement de fortune, 19e sur 32,.
En mai 2024, il est 10e sur 33 Imoca dans The Transat. En juin, il est 4e sur 28 de la New York-Vendée-Les Sables-d'Olonne.

### Vendée-Globe 2024-2025

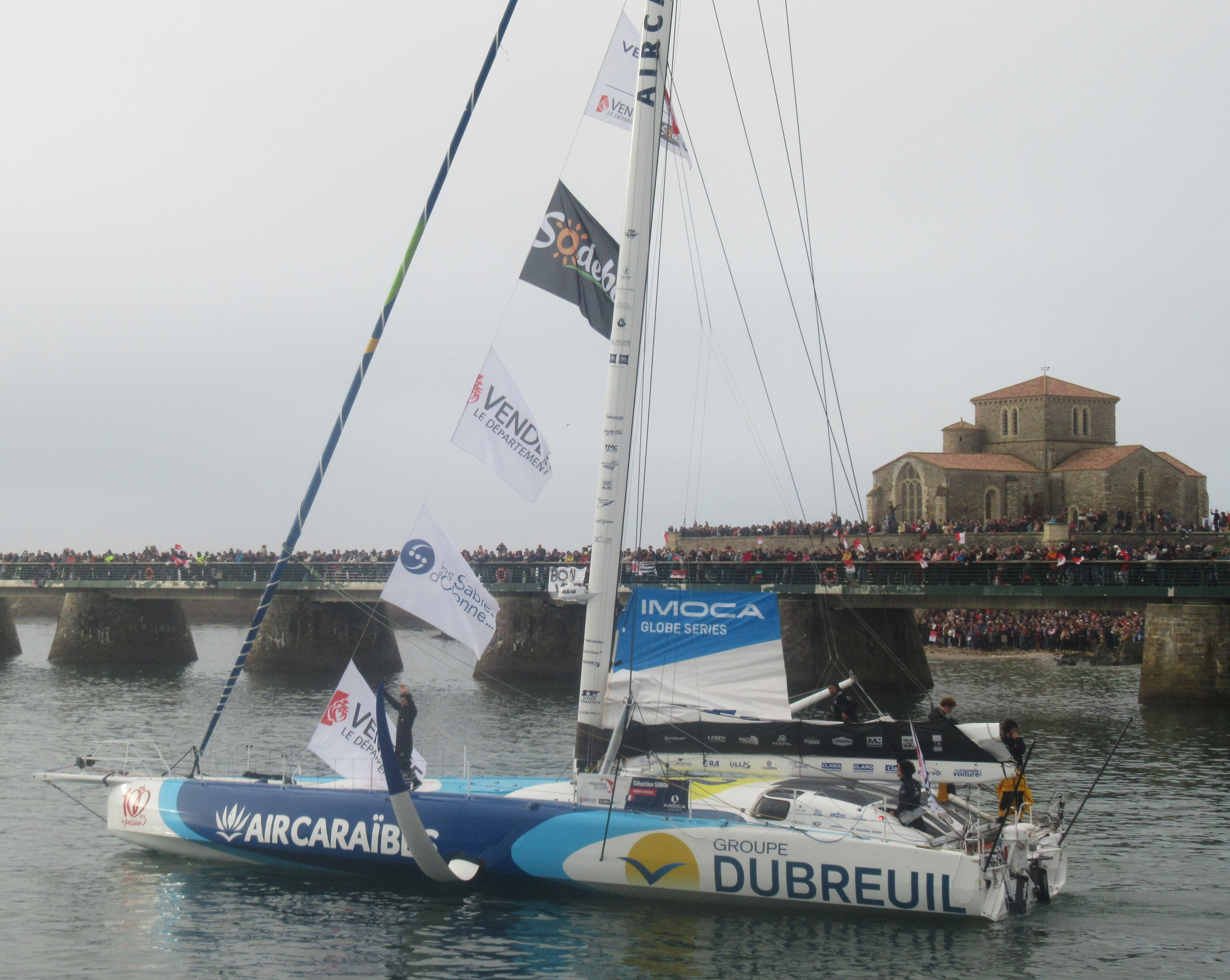
Groupe Dubreuil aux Sables-d'Olonne, au départ du Vendée Globe 2024-2025.

Le 10 novembre 2024, Groupe Dubreuil, toujours barré par Sébastien Simon, prend le départ du Vendée Globe 2024-2025. Le 27 novembre 2024, dans la descente de l'Atlantique sud, il établit le record en solitaire de distance parcourue en 24 heures par un monocoque de 60 pieds : 614,91 milles, soit une vitesse moyenne de 25,62 nœuds.

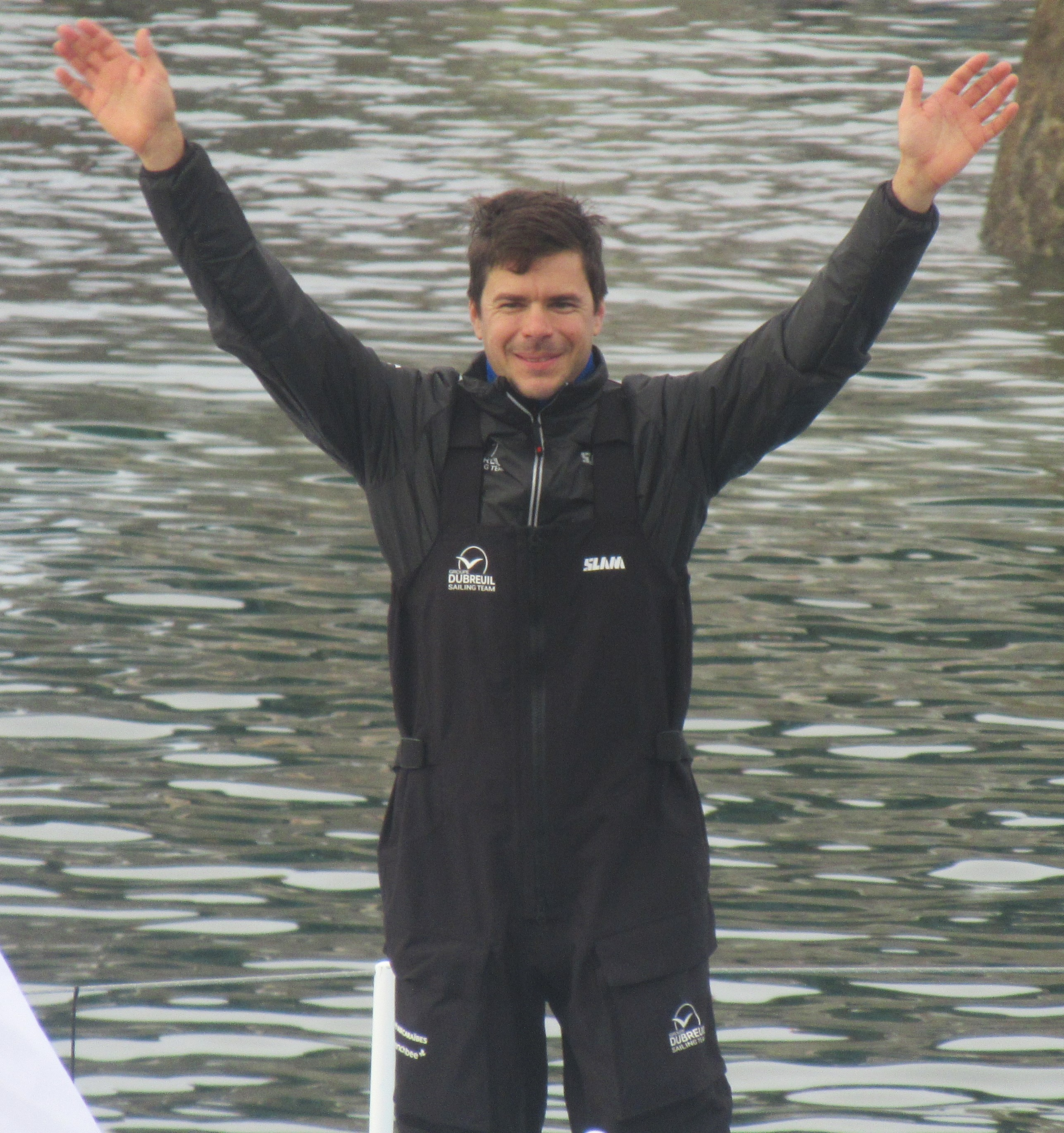
Sébastien Simon au départ du Vendée Globe 2024-2025.

Le 1er décembre, à l'approche de l'île Marion, la plupart des bateaux de tête choisissent de faire du nord, car une violente dépression est annoncée dans le sud de l'océan Indien. Même Paprec Arkéa (Yoann Richomme, 1er) choisit cette option prudente. Macif santé prévoyance (Charlie Dalin) et Groupe Dubreuil (à une trentaine de milles de Macif) restent dans le sud, c'est-à-dire sur une route très risquée, mais beaucoup plus courte. Ils prennent bientôt la première et la deuxième places. Le 4 décembre, à l'approche des îles Kerguelen, Macif et Groupe Dubreuil sont rattrapés par la dépression. Elle se déplace comme eux d'ouest en est, mais un peu plus vite qu'eux. Il faut maintenir une vitesse très élevée pour différer le plus possible d'être happés par l'avant du phénomène, et surtout pour éviter d'être rattrapés par son arrière, qui est sa partie la plus violente (vents à 52 nœuds, rafales à 62, creux de 10 mètres),,. Lorsque le 6 décembre Groupe Dubreuil se fait dépasser par l'arrière de la dépression, le vent y est toujours fort, mais il a tout de même perdu en intensité (35 nœuds).
Au soir du 7 décembre, Macif (1er) semble avoir réalisé la meilleure opération : Groupe Dubreuil (2e) est à plus de 300 milles, Paprec Arkéa (3e) à plus de 500 milles. C'est un point très important marqué sur Paprec Arkéa, un Imoca taillé pour les mers fortes qui comptait bien faire le break dans le gros temps des mers du sud.
Mais les deux bateaux de tête ont essuyé des avaries. Macif a déchiré une voile. Groupe Dubreuil a cassé son foil tribord. Paprec Arkéa peut donc combler son retard sur eux, d'autant qu'ils sont tour à tour contraints à des empannages : Paprec Arkéa bénéficie d'une météo plus favorable et d'une route plus directe,.
Le 18 décembre, dans l'océan Pacifique, les trois bateaux de tête se tiennent en 2 milles. Groupe Dubreuil, handicapé par bâbord amures, lutte avec une belle ténacité pour rester au contact, et pointe même, à ce moment-là, à la première place. Quand le vent revient bâbord amures, il voit les deux autres bateaux s'échapper. Le 25 décembre, lorsqu'il double le cap Horn, il est à 700 milles du leader, Paprec Arkéa.
Dans la remontée de l'Atlantique, il doit adapter sa stratégie à l'absence du foil tribord. Il se rapproche du Brésil pour éviter une large bulle anticyclonique, et trouver du vent, même si c'est du vent de face. Il comble en partie son retard sur les deux premiers. Le 3 janvier 2025, il est revenu à 300 milles de Macif (1er). Mais le duo de tête bénéficie de vents mieux orientés. Bien qu'il soit sur son foil valide, Groupe Dubreuil perd à nouveau du terrain. Au matin du 14 janvier, alors que Macif santé prévoyance s'apprête à franchir la ligne en vainqueur, Groupe Dubreuil (3e) est à 823 milles de l'arrivée. Derrière lui, un écart considérable s'est creusé : il  précède le 4e, Charal (en) (Jérémie Beyou), de 2 000 milles.
Groupe Dubreuil arrive aux Sables-d'Olonne le 17 janvier 2025, à 1 h 27. Il est 3e, sur 40 bateaux au départ. Il termine à 2 jours et 17 heures de Macif et à 1 jour et 18 heures de Paprec Arkéa. Il a parcouru 27 807 milles en 67 jours, 12 heures, 25 minutes et 37 secondes, soit une vitesse moyenne sur le fond de 17,16 nœuds.

## Courses sous le nom d'Emira IV
En mai 2025, Groupe Dubreuil est vendu à l'équipe Canada Ocean Racing du skipper canadien Scott Shawyer. Le bateau devient Emira IV.

## Palmarès

### 11thHour Racing, skippé par Charlie Enright
- 2021 :
  - 1er sur 14 dans les runs du Défi Azimut, mené par Charlie Enright et Pascal Bidégorry
  - 13e sur 22 Imoca dans la Transat Jacques-Vabre, mené par Charlie Enright et Pascal Bidégorry, en 21 j 13 h 37 min 20 s[21]
- 2022 :
  - 2e en temps réel dans la Bermuda Race, skippé par Charlie Enright[23]
  - 1er sur 4 dans les 48 Heures en équipage du Défi Azimut, skippé par Charlie Enright[24],[25]
- 2023. 1er sur 5 Imoca dans The Ocean Race 2022-2023, skippé par Charlie Enright[43],[44] :
  - 2e de la 1re étape[27]
  - 3e de la 2e étape[28]
  - 3e au passage du 143° E
  - 3e de la 3e étape[32]
  - 1er de la 4e étape[33]
  - 1er de la 5e étape[34],[35]
  - 1er de la 6e étape[36],[37]
  - 2e, après réparation, dans la 7e étape[42]
  - 2e de la régate portuaire d'Alicante
  - 2e de la régate portuaire du Cap
  - 1er de la régate portuaire d'Itajaí
  - 2e de la régate portuaire de Newport
  - 3e de la régate portuaire d'Aarhus
  - 2e de la régate portuaire de La Haye
  - 1er de la régate portuaire de Gênes[46]

### Groupe Dubreuil, barré par Sébastien Simon
- 2023 :
  - 18e sur 40 Imoca dans la Transat Jacques-Vabre, en double avec Iker Martínez, en 14 j 8 h 53 min 4 s[53]
  - 19e sur 32 dans le Retour à la Base, en 11 j 18 h 36 min 0 s[78]

- 2024 :
  - 10e sur 33 Imoca dans The Transat, en 9 j 20 h 2 min 35 s[57]
  - 4e sur 28 de la New York-Vendée-Les Sables-d'Olonne, en 12 j 3 h 2 min 1 s[58]

- 2025. 3e sur 40 du Vendée Globe 2024-2025, en 67 j 12 h 25 min 37 s[76]

## Records
Lors du Vendée Globe 2024-2025, dans la descente de l'Atlantique sud, Groupe Dubreuil, barré par Sébastien Simon, établit le 27 novembre 2024 le record en solitaire de distance parcourue en 24 heures par un monocoque de 60 pieds : 614,91 milles, soit une vitesse moyenne de 25,62 nœuds.